# Massimo Giunti
Massimo Giunti (Pesaro, em 29 de julho de 1974) é um ciclista italiano. Foi ciclista profissional desde 1998 a 2010. Em 23 de fevereiro de 2010 deu positivo por EPO num controle realizado fora de competição e foi suspenso por dois anos.

## Palmares
2005
- 3º no Campeonato da Itália de Ciclismo em Estrada

## Resultados nas grandes voltas
| Corrida            | 1998 | 1999 | 2000 | 2001 | 2002 | 2003 | 2004 | 2005 | 2006 | 2007 | 2008 | 2009 | 2010 |
| ------------------ | ---- | ---- | ---- | ---- | ---- | ---- | ---- | ---- | ---- | ---- | ---- | ---- | ---- |
| Giro d'Italia      | -    | -    | 63º  | -    | -    | -    | -    | -    | -    | -    | -    | -    | -    |
| Tour de France     | -    | 95º  | -    | -    | -    | -    | Ab.  | 80º  | -    | -    | -    | -    | -    |
| Vuelta a España    | -    | -    | -    | 60º  | -    | -    | -    | -    | -    | -    | -    | -    | -    |
| Mundial em Estrada | -    | -    | -    | -    | -    | -    | -    | -    | -    | -    | -    | -    | -    |

-: não participa

Ab.: abandono